# 武秀峰
武秀峰（1949年—），山西文水人，汉族，中华人民共和国政治人物、第十一届全国人民代表大会重庆地区代表。
毕业于西南师范大学教育管理专业，是中共党员。担任重庆水务集团股份有限公司董事长、党委书记。2008年起担任全国人大代表。